# 진화언어학
진화언어학(進化言語學, Evolutionary linguistics) 또는 다윈주의 언어학은 언어 연구에 대한 사회생물학적 접근 방식이다, 진화언어학자들은 언어학을 사회생물학과 진화심리학의 하위 분야로 간주한다. 이러한 접근 방식은 또한 진화 인류학, 인지 언어학 및 생물 언어학과 밀접하게 연결되어 있다. 이들은 언어를 자연적 본성의 산물로서 연구하면서 언어의 생물학적 기원과 발달에 관심을 갖는다. 진화 언어학은 인본주의적 접근 방식들, 특히 구조 언어학과 대조된다.

## 같이 보기
- 생물언어학
- 역사언어학
- 언어의 진화생물학
- 언어의 단일발생설
- 보편적 다윈이론
- 계통수
- FOXP2